# Chiesa di San Benedetto (Catania)
La chiesa di San Benedetto è una chiesa cattolica di Catania in via dei Crociferi, nel quartiere Terme della Rotonda, ed è dedicata a san Benedetto da Norcia.
È una delle quattro principali chiese-monastero barocche su questa strada; le altre sono San Francesco Borgia, San Giuliano e San Camillo.

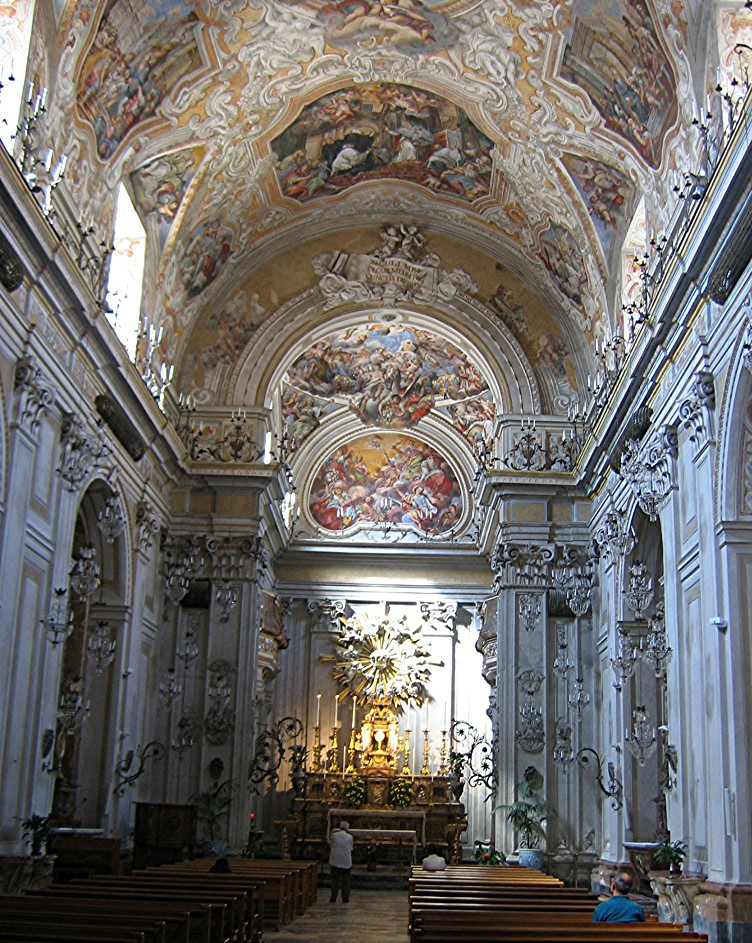
L'interno della chiesa

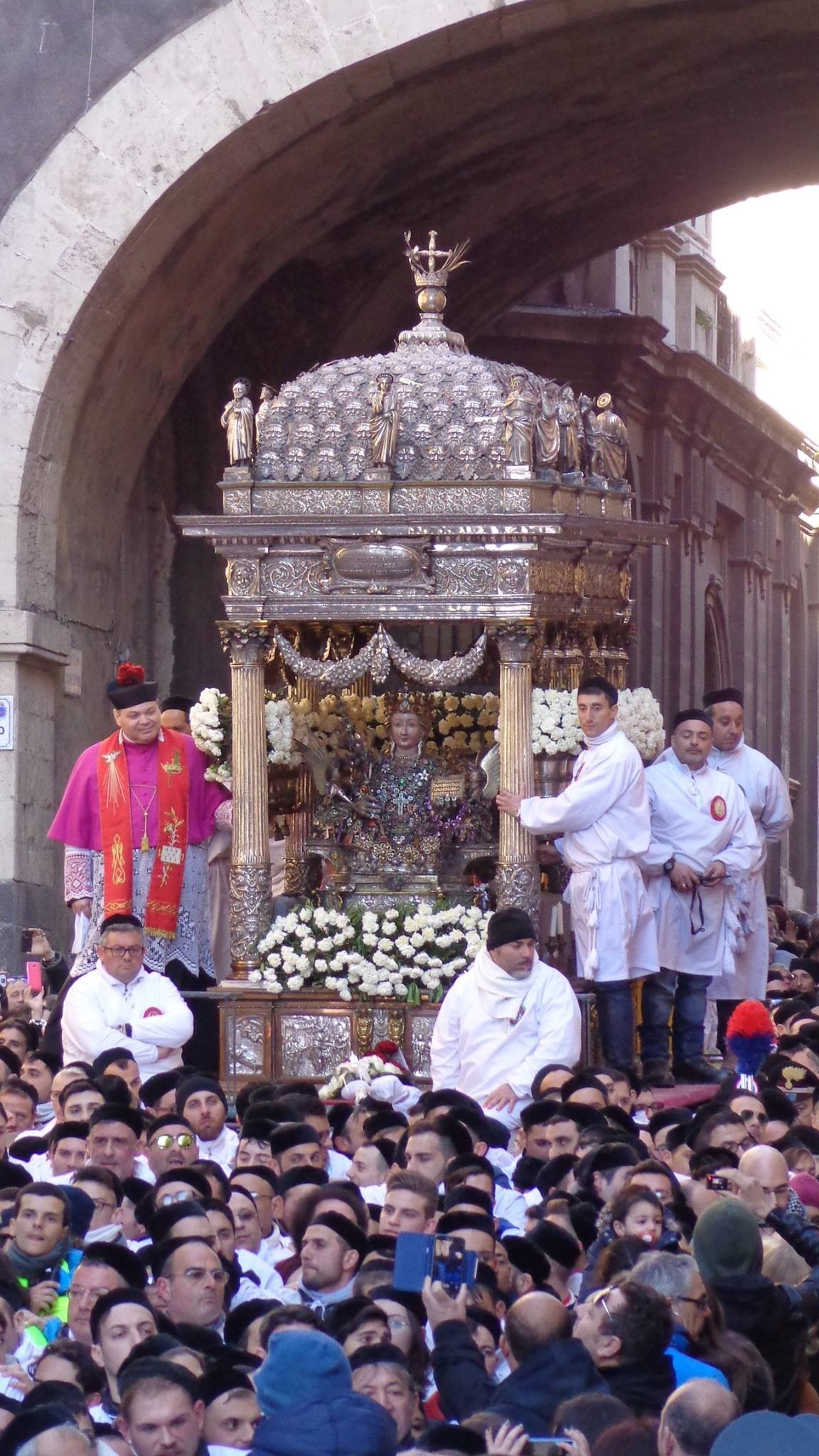
Passaggio del fercolo di sant'Agata sotto l'arco di San Benedetto

## Storia

### Epoca aragonese
Un primo monastero femminile dell'Ordine benedettino sotto il titolo di «San Benedetto» è documentato fuori le mura. I fondatori Rugieri la Matina e Alemanna Lumello ne patrocinarono la costruzione nel 1334, istituzione accresciuta con le rendite del Vescovo Simone del Pozzo prima del 1394.
Nel XV secolo le religiose si trasferirono nel sito attuale edificato là dove sorgeva il tempio di Esculapio.

### Epoca spagnola
Dopo il terremoto del Val di Noto del 1693 il complesso fu ricostruito tra il 1704 e il 1713. Insieme alle strutture monastiche annesse, segna scenograficamente l'ingresso vero e proprio di via Crociferi, strada alla quale si accede passando sotto l'Arco di San Benedetto che la tradizione vuole "costruito in una notte per imporre al senato catanese il congiungimento delle due parti del monastero".
L'edificio risulta parzialmente completato nel 1747 come attesta il millesimo sulla chiave della porta d'ingresso. Il perfezionamento avviene nel 1763 con i lavori del prospetto di Giovanni Battista Vaccarini e l'apparato pittorico e decorativo interno con la realizzazione degli affreschi, opere di Giovanni Tuccari.
Dopo la soppressione del 1866, in seguito all'emanazione delle leggi eversive, il cardinale Giuseppe Francica-Nava de Bondifè, arcivescovo della città, chiamò dal Monastero della Santissima Trinità di Ronco di Ghiffa alcune monache benedettine. Sorse così il centro scolastico femminile, ciclo di studi dalla materna al liceo classico, ancora attivo, denominato "Istituto San Benedet[to".

### Epoca contemporanea
Dopo i bombardamenti del 1943 che colpirono duramente l'edificio, riaffiorarono gli splendidi affreschi realizzati a cavallo del 1726 ed il 1729, coperti in buona parte alla fine del XVIII secolo, da spessi strati d'intonaco e imbiancature, opere immediatamente restaurate con il progetto coordinato da Armando Dillon.
Oggi la chiesa è affidata in custodia alle suore benedettine. La comunità monastica è unita all'Istituto di adorazione perpetua del Santissimo Sacramento.
Dall'aprile del 2013 l'aggregato monumentale è visitabile nell'ambito di un percorso guidato che comprende anche i resti di una domus romana ritrovata in occasione degli ultimi lavori di restauro, del parlatorio settecentesco del monastero di clausura e della Scalinata degli Angeli.

## Descrizione
La struttura è celebre soprattutto per la scalinata dell'Angelo, uno scalone marmoreo di ingresso, adorno di statue raffiguranti alcuni angeli. La scalinata è cinta da una bellissima cancellata in ferro battuto. La porta d'ingresso è in legno e sulle formelle sono riportate scene della vita di san Benedetto. La chiesa fa parte del complesso conventuale delle suore benedettine che comprende anche la badia maggiore e la badia minore collegate da un ponte coperto che sovrappassa la via dei Crociferi.
Al suo interno, come da fotografia a lato, si trovano affreschi di Sebastiano Lo Monaco, di Giovanni Tuccari e di Matteo Desiderato.
La chiesa è ad una navata ed ha la volta completamente affrescata con scene della vita di san Benedetto.

## Interno

### Navata destra
- Prima arcata. Dipinto raffigurante l'Immacolata Concezione, opera di Sebastiano Lo Monaco.
- Seconda arcata. Passaggio, sull'arcata dimorano i resti di un affresco raffigurante il Martirio di San Placido.
- Terza arcata. Dipinto raffigurante Re Totila si prostra dinanzi a San Benedetto, opera di Michele Rapisardi.
- XVIII secolo, San Benedetto, olio su tela, opera di Guglielmo Borremans.[4]

### Navata sinistra
- Prima arcata. Dipinto raffiguranteTobiolo e l'angelo, olio su tela, opera di Matteo Desiderato realizzata nel 1780.[4]
- Seconda arcata. Dipinto raffigurante il Martirio di Sant'Agata di autore sconosciuto, risalente al 1726.
- Terza arcata: Altare del Santissimo Crocifisso. Sulla parete il Crocifisso attribuito a Giulio Gallo del 1685. Le figure del Calvario riprodotte sulla parete nel XVIII secolo furono ricoperte con impasto di mistura marmorea.

### Altare maggiore
L'altare maggiore realizzato in marmi policromi con intarsi di pietre dure e diaspro siciliano, formelle in bronzo, lamine d'argento, inserti patinati in oro su cui troneggia la raggiera con al centro l'Agnello di Dio immolato posto sul libro sacro chiuso con i sette sigilli.
Le formelle argentee dell'altare, attribuito a Giovanni Petrosino del 1789, raffigurano l'Ultima Cena alternate a due medaglioni. Al centro la porticina argentea del tabernacolo raffigura Re Davide che suona la lira, il manufatto è sormontato da un elaborato tempietto coronato.

## Monastero
Dopo il trasferimento delle comunità intra moenia si distinguevano:
- Badia grande: fino al terremoto del Val di Noto del 1693 costituiva la sede principale dell'istituzione.
- Badia piccola, ovvero il primitivo "Monastero di Santa Maddalena", oggi sede del Museo arte contemporanea Sicilia

La ricostruzione della fine del XVII secolo ha determinato l'inglobamento dell'odierna badia piccola, tramite la costruzione dell'arco nel 1704, manufatto che col passare del tempo è divenuto un simbolo della città, oltre che porta d'accesso all'intera via.
- Tabulario del monastero di San Benedetto di Catania (1299 - 1633).
- 1775, Risorto Redentore raffigurato coi discepoli nel castello di Emmaus, quadrone, affresco realizzato nelle volte del refettorio da Giovanni Battista Piparo.